# حباب فیلتر
حباب فیلتر (انگلیسی: Filter bubble) وضعیت انزوای فکری است که بر اثر نتایج جستجوی شخصی‌سازی‌شده در اینترنت پدید می‌آید. در این حالتْ الگوریتمِ وبگاه، آنچه کاربر انتظار دیدنش را دارد حدس می‌زند و نتایج دلخواهش را به‌طور گزینشی نمایش می‌دهد؛ این کار با استفاده از اطلاعات مربوط به کاربر از قبیل مکان، رفتار و کلیک‌های قبلی و سابقهٔ جستجوی او انجام می‌شود. در نتیجه کاربر در حباب‌هایی که به لحاظ فرهنگی و ایدئولوژیک با سلیقه و ذائقهٔ او همخوانی دارند محبوس می‌شود و امکان برخورداری از نتایجی که با دیدگاه‌های او مغایرت دارند را از دست می‌دهد. اصطلاح «حباب فیلتر» را ایلای پاریسر کنشگر اینترنتی ابداع کرد.